# Mima Hiroko
Hiroko Mima (美馬 寛子 Hiroko Mima, Mĩ Mã Khoan Tử) (sinh ngày 5 tháng 12 năm 1986) là một Hoa hậu Hoàn vũ Nhật Bản. Cô là người đại diện của Nhật Bản tham gia cuộc thi Hoa hậu Hoàn vũ 2008 tổ chức tại Nha Trang, Việt Nam. Trong đêm chung kết, cô đã lọt vào top 15 (xếp hạng 14) người đẹp nhất.